# Amical Wikimedia

Logo de la organización

Amical Wikimedia es una organización sin ánimo de lucro que promueve principalmente la Viquipèdia, enciclopedia libre escrita por voluntarios, y el resto de los proyectos hermanos mantenidos por la Fundación Wikimedia. La entidad tiene como objetivo que la suma de todo el saber humano esté disponible libremente en idioma catalán, y que todo el conocimiento sobre la cultura catalana sea accesible por todo el mundo en cualquier lengua.
La organización se fundó en 2008 y es reconocida oficialmente como organización temática por la Fundación Wikimedia desde 2013. Esta entidad mantiene contactos con instituciones culturales.
El año 2014 recibió el premio Nacional de Cultura 2014 otorgado por la Generalidad de Cataluña.
Esta organización ha recibido críticas por alinearse a favor de las tesis independentistas en las redes sociales durante el llamado proceso independentista catalán, y debido a que varios miembros destacados de su junta, compuesta por 8 integrantes, son militantes activos  en asociaciones o partidos políticos independentistas, como ERC, PDeCAT o la Asamblea Nacional Catalana.

## Nombre
«Amical» es un adjetivo catalán que significa amistoso, de amistad, aunque aquí se usa como sustantivo. Este uso también lo realizan otras asociaciones catalanas como Amical de Mauthausen y Amical de Antiguos Guerrilleros de Cataluña.

## Presidentes
- Joan Ramon Gomà (2008-2013)
- Arnau Duran Ferrero (2013-2017)
- Laia Benito Pericas (2017-2018)
- Toni Hermoso Pulido (2018-2020)
- Marc Miquel Ribé (2020-2021)
- Miquel Codolar (2021-2023)
- Robert Garrigós (2023)
- Núria Ribas (2023-20XX)